# スレナス
スレナス（Surena, 紀元前84年 - 紀元前52年）は、パルティアの貴族。スレナスの名はギリシア語で書かれた文献に現われるのみであり、正確な本名は知られていない。パルティア王オロデス2世に仕え、カルラエの戦いにおいてローマ軍を破った。アンミアヌス・マルケリヌスの『歴史』の記述におけるユリアヌス帝のサーサーン朝遠征の章にも、スレナスという将軍が登場する。このため、「スレナス」はスーレーンのギリシア・ラテン語表記だとも考えられる。

## 略歴
スレナスはパルティアの七大氏族のうちの一つスーレーン氏族の出身である。オロデス2世に仕え、主君の弟にして最大の政敵であったミトラダテス3世を攻め滅ぼした。スレナスの属するスーレーン氏族はパルティアの七大氏族と言われる大貴族のうちの一つであり、その権力は王に匹敵するものであった。さらにはその七家のうちでもスーレーン氏族は特別な地位を占め、王の即位の際に戴冠する役目を代々務めたという。オロデス2世に王冠を被せたのもスレナスであった。
スレナスの名があらわれるのは、ローマとの戦いにおいてであった。当時のローマは共和政時代の末期であり、カエサルやポンペイウスなどが活躍した時代であった。カエサル、ポンペイウスと共に三頭政治の一角であったクラッススは彼らの活躍に焦り、自らも軍事的成功を収めて名声と権力を盤石にしようと図った。この頃、ローマとパルティアの国境は定まっておらず、クラッススはパルティアと雌雄を決せんと遠征を決断した。
紀元前54年、クラッススは精強を誇るローマの歩兵軍団を率いてパルティアに向けて進軍した。これを迎撃する任務を与えられたのがスレナスであった。彼は当時まだ30歳であったとはいえ、すでに歴戦の武将であり、国王オロデス2世の支持基盤であるスーレーン氏族という大貴族の当主という地位もあった。しかし、当時パルティアは政争が終わった直後であり、ローマの派遣してきた5万の軍勢に匹敵するだけの兵力を整える余裕はなかった。そこでスレナスは焦土戦術を用い、ローマ軍を自国内に引き入れながら機会をうかがった。
やがてローマ軍は進軍を急ごうとし、行軍の負担が大きくなるにもかかわらずシリア砂漠を横断してメソポタミアに侵攻しようとした。スレナスはこれを好機と判断し、砂漠でローマ軍に襲い掛かった。スレナスの手勢は1,000の重装騎兵と9,000の軽装騎兵のみであったが、スレナスは大量のラクダを用意して矢筒を積ませて戦陣の後方に配置した。パルティア軍はパルティアンショット戦法で攻め、ローマ軍はいつものように防御陣形を組んだ。今までのパルティアとの戦いでは、ローマはパルティア騎兵が矢を打ちつくした時点で反撃を開始するのが通例であったからである。しかし、この日のパルティア軍の弓攻撃はいつまで経っても終わらなかった。矢を打ちつくした騎兵は後方でラクダ部隊から新たな矢筒を受け取ってすぐさま戦場に戻ったからである。ローマ軍は強烈な日差しと、足の沈み込むような砂漠によって疲労を蓄積させ、やがて日射病で倒れていった。更にこの戦いでスレナスはパルティア軍に改良を施した弓を持たせており、パルティア軍の放つ矢は従来のものより威力が強く射程が長かった。これによってパルティア軍はローマ軍の弓矢の射程外から攻撃できる上、その矢はしばしばローマ兵の持つ盾を貫通した。状況を打開せんとしたクラッススは、重装騎兵部隊を率いて右翼に陣する息子のプブリウスに突撃を命じるも、スレナスは退却するふりをして、プブリウスの部隊を誘い出すと包囲し殲滅、プブリウスは戦死した。プブリウスの部隊が突撃する間にローマ軍本隊は陣形を整え戦況を立て直そうするも、パルティア軍は戦死したプブリウスの首をローマ軍本隊に投げてよこし、ローマ軍の士気は瓦解した。パルティア軍には大きな損害もないままに、日没とともにこの日の戦いは終了したが、ローマ軍はすでに壊滅状態であった。ローマ軍は撤退を開始したが、スレナスもそれを追撃した。指揮官クラッススは息子プブリウスと同様に戦死してその首をあげられ、捕虜となった1万の兵士を除いてローマ軍は全滅した。これがローマの大敗北のひとつに数えられるカルラエの戦いである。
スレナスは最強とされたローマ軍を5分の1の兵力で破り、権力と名声を得た。しかしやがて主君オロデス2世に警戒されるようになり、最後には粛清された。スレナスの死後、オロデス2世は自ら指揮をとってローマとの戦争を続行したが、オロデス2世はスレナスと違って戦いを上手く進められず、国内でも東方で騒乱が起きたため、ローマとの戦いを中断せざるをえなくなった。
なおローマでは、クラッススの戦死によって三頭政治は崩れ、カエサルとポンペイウスの二人が全面対決の様相を見せ始めた。やがて勝者となったカエサルが帝政を開始する。